# Lynne Littman
Lynne Littman (* 26. Juni 1941 in New York City) ist eine US-amerikanische Filmregisseurin und Produzentin. Ihr Dokumentar-Kurzfilm Number Our Days wurde mit einem Oscar ausgezeichnet.

## Leben und Wirken
Lynne Littman besuchte zunächst The High School of Music and Art in New York. Von 1960 bis 1961 studierte sie an der Sorbonne in Paris. 1962 erlangte sie den Bachelor of Arts am Sarah Lawrence College. Ihre berufliche Karriere begann als Sekretärin beim New Yorker TV-Sender WNET. Anschließend war sie für National Educational Television als Produktionsassistentin und in der Recherche tätig, insbesondere für die Reihe NET Journal. Sie recherchierte außerdem für CBS-News-Journalist Jay McMullen und assistierte Agnès Varda bei der Produktion von Lions Love. 1968 wurde sie Produktionsassistentin bei David Wolper Films in Los Angeles. Im Jahr darauf führte sie erstmals Regie, bei einer vom UCLA Media Center für das NIMH produzierten Reihe über Drogen.
Von 1971 bis 1977 war Littman als Regisseurin und Produzentin bei dem kalifornischen Sender KCET Community TV tätig, für den sie unter anderem Dokumentationen und Nachrichtenbeiträge drehte. Ihre Arbeit bei KCET brachte ihr mehrere Auszeichnungen ein, zu denen vier Los Angeles Emmy Awards gehörten. Eine KCET-Produktion war auch Littmans Film Number Our Days, der 1977 mit einem Oscar in der Kategorie Bester Dokumentar-Kurzfilm ausgezeichnet wurde. Er handelt von einer Gemeinschaft älterer Juden in Venice, einem Stadtteil von Los Angeles.
1977 heiratete Littman den Regisseur Taylor Hackford, von dem sie sich später wieder scheiden ließ. Sie bekam einen Sohn, den sie allein aufzog, und arbeitete nach seiner Geburt ein Jahr als Executive Producer für ABC.
1983 führte Littmann mit Das letzte Testament erstmals bei einem Spielfilm Regie. Es folgten Dokumentationen und Fernsehfilme. So verfilmte sie unter anderem 1999 unter dem Titel Having Our Say: The Delany Sisters' First 100 Years das gleichnamige autobiografische Buch von Sadie und Bessie Delany.

## Filmografie
- 1973: In the Matter of Kenneth
- 1976: Number Our Days (Dokumentarkurzfilm)
- 1980: Once a Daughter
- 1983: Das letzte Testament (Testament)
- 1985: In Her Own Time (Dokumentarfilm)
- 1993: Oscar’s Tribute to Women in Movies (Fernsehfilm)
- 1996: Cagney & Lacey: Und nichts als die Wahrheit (Cagney & Lacey: True Convictions, Fernsehfilm)
- 1998: Rescuers: Stories of Courage: Two Couples (Fernsehfilm)
- 1999: Willkommen in Freak City (Freak City, Fernsehfilm)
- 1999: Essig und Melasse – Das schwarze Amerika erwacht (Having Our Say: The Delany Sisters’ First 100 Years, Fernsehfilm)
- 2003: Testament at 20 (Dokumentarkurzfilm)